# Área metropolitana de Nueva York
El área metropolitana de Nueva York está definida por la Oficina del Censo de los Estados Unidos como Nueva York-Norte de Nueva Jersey-Long Island. Su núcleo es la ciudad de Nueva York y posee una población total de 21,976,547 en 2020 (alrededor de 1 de cada 16 estadounidenses), lo que la transforma también en la segunda aglomeración urbana más poblada de Norteamérica, después de la Ciudad de México, Además el área metropolitana (MSA) está dividida en cuatro subregiones. Los 23 condados metropolitanos del estado de Nueva York (en la cual cinco boroughs coinciden con la Ciudad de Nueva York, los dos condados de Long Island y tres condados en la parte baja del Valle de Hudson); 12 condados en el Norte y Centro de Nueva Jersey; y un condado en el nororiente de Pensilvania.

## Definición

### Población hispanoamericana por país en Nueva York
| Posición | País de origen       | Población | % de la población total |
| -------- | -------------------- | --------- | ----------------------- |
| 1        | Puerto Rico          | 1.671.543 | 7,26%                   |
| 2        | República Dominicana | 1.408.910 | 6,12%                   |
| 3        | México               | 808.651   | 3,51%                   |
| 4        | Colombia             | 706.232   | 3,07%                   |
| 5        | Ecuador              | 616.425   | 2,68%                   |
| 6        | Perú                 | 204.567   | 0,89%                   |
| 7        | El Salvador          | 131.565   | 0,57%                   |
| 8        | Honduras             | 87.145    | 0,38%                   |
| 9        | Guatemala            | 75.282    | 0,33%                   |
| 10       | Cuba                 | 66.123    | 0,29%                   |
| 11       | Resto                | 377.124   | 1,63%                   |
| 12       | Total                | 6.153.567 | 26,75%                  |

### Subregiones

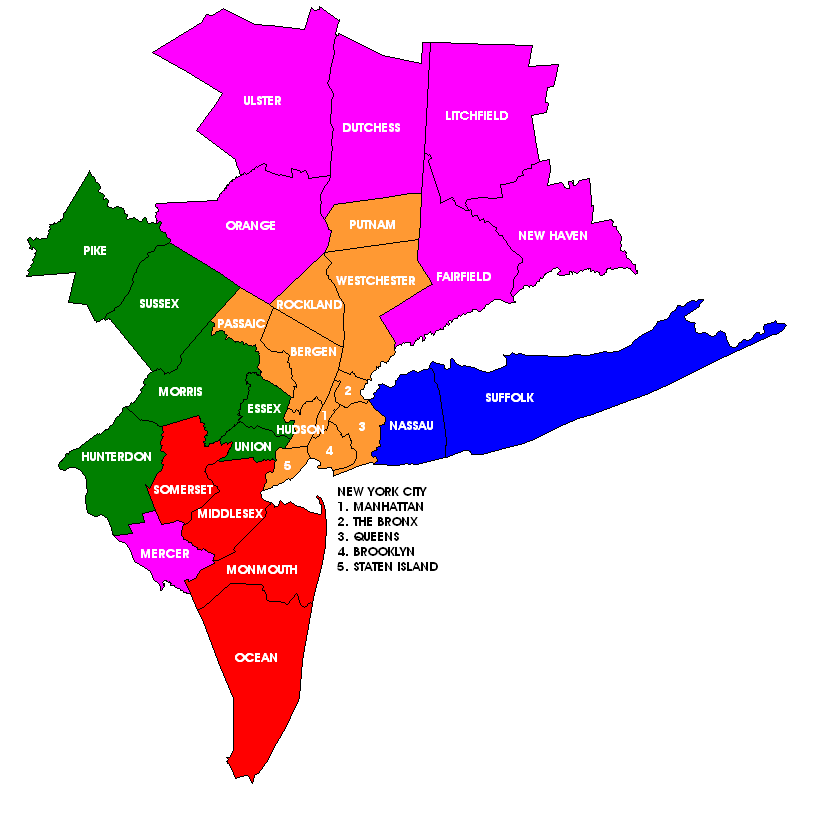
Área metropolitana estadística de Nueva York-Norte de Nueva Jersey-Connecticut, NY-NJ-PA
División del área metropolitana de Nueva York-White Plains-Wayne, NY-NJ
División del área metropolitana de Nassau-Suffolk, NY
División del área metropolitana de Newark-Union, NJ-PA
División del área metropolitana de Edison-Nuevo Brunswick, NJ
Resto del Área metropolitana estadística combinada de Nueva York-Newark-Bridgeport, NY-NJ-CT-PA

Los siguientes condados son los que constituyen el área metropolitana de Nueva York con la población estimada en 2009, según la Oficina del Censo de los Estados Unidos.
Área metropolitana de Nueva York-Norte de Nueva Jersey-Long Island, NY-NJ-PA (23.362.099)
- División metropolitana de Nueva York-White Plains-Wayne, NY-NJ (11.732.233)
  - Condado de Kings (Brooklyn), NY
  - Condado de Queens, NY
  - Condado de Nueva York (Manhattan), NY
  - Condado del Bronx, NY
  - Condado de Richmond (Staten Island), NY
  - Condado de Westchester, NY
  - Condado de Bergen, NJ
  - Condado de Hudson, NJ
  - Condado de Passaic, NJ
  - Condado de Rockland, NY
  - Condado de Putnam, NY
- División metropolitana de Nassau-Suffolk, NY (2.875.904)
  - Condado de Suffolk, NY
  - Condado de Nassau, NY
- División metropolitana de Edison-Nuevo Brunswick, NJ (2.335.390)
  - Condado de Middlesex, NJ
  - Condado de Monmouth, NJ
  - Condado de Ocean, NJ
  - Condado de Somerset
- División metropolitana de Newark-Municipio de Union, NJ-PA (2.126.269)
  - Condado de Essex, NJ
  - Condado de Union, NJ
  - Condado de Morris, NJ
  - Condado de Sussex, NJ
  - Condado de Hunterdon, NJ
  - Condado de Pike, PA

### Otras áreas metropolitanas
Además del área metropolitana estadística de Nueva York-Norte de Nueva Jersey-Long Island, NY-NJ-PA, las siguientes áreas metropolitanas estadísticas también incluye a: Área de Estadística Combinada de Nueva York-Newark-Bridgeport, NY-NJ-CT-PA (pobl. total 22.232.494):
- Área metropolitana estadística de Bridgeport-Stamford-Norwalk, CT (916.829)
  - Condado de Fairfield
- Área metropolitana estadística de New Haven-Milford, CT (862.477)
  - Condado de New Haven
- Área metropolitana estadística de Poughkeepsie-Newburgh-Middletown, NY (677.094)
  - Condado de Orange
  - Condado de Dutchess
- Área metropolitana estadística de Trenton-Ewing, NJ (366.222)
  - Condado de Mercer
- Área micropolitana estadística de Torrington, CT (189.927)
  - Condado de Litchfield
- Área metropolitana estadística de Kingston, NY (182.693)
  - Condado de Ulster (182.693)

### Principales ciudades
La siguiente lista comprende las principales ciudades en el área estadística combinada de Nueva York-Newark-Bridgeport con estimaciones de la Oficina del Censo de los EE. UU. en 2005. Por ciudades principales, se entiende a aquellas ciudades que tienden a atraer a más residentes para trabajo, población etc..
- Nueva York-Norte de Nueva Jersey-Long Island
  - Nueva York (8.143.197)
  - Newark (Nueva Jersey) (280.666)
  - Edison (Nueva Jersey) (100.499)
  - White Plains (Nueva York) (56.733)
  - Union, Nueva Jersey (55.326)
  - Wayne (Nueva Jersey) (55.150)
  - Nuevo Brunswick (Nueva Jersey) (50.143)
- Trenton-Ewing MSA
  - Trenton (Nueva Jersey) (84.639)
  - Ewing (Nueva Jersey) (37.237)
- Bridgeport-Stamford-Norwalk MSA
  - Bridgeport (Connecticut) (139.008)
  - Stamford (Connecticut) (120.045)
  - Norwalk (Connecticut) (84.437)
  - Danbury (Connecticut) (78.736)
  - Stratford (Connecticut) (49.943)
- New Haven-Milford MSA
  - New Haven (Connecticut) (124.791)
  - Milford (Connecticut) (53.045)
- Poughkeepsie-Newburgh-Middletown MSA
  - Poughkeepsie, Nueva York (30.355)
  - Newburgh (Nueva York) (28.548)
  - Middletown, Nueva York (26.067)
- Kingston MSA
  - Kingston (Nueva York) (23.067)
- Área Micropolitana de Torrington
  - Torrington (Connecticut) (35.995)